# نوردهیم (تگزاس)
نوردهیم، تگزاس (به انگلیسی: Nordheim, Texas) یک شهر در ایالات متحده آمریکا با جمعیت ۳۲۳ نفر است که در تگزاس واقع شده‌است.

## موقعیت جغرافیایی
موقعیت جغرافیایی شهرها و مناطق اطراف به شرح زیر است: